# 西野曜
西野 曜（にしの よう、1998年7月27日 - ）は、日本の男子バスケットボール選手である。大阪府大阪市大正区出身。ポジションはスモールフォワード。B.LEAGUEの福井ブローウィンズ所属。

## 来歴
近畿大学附属高校卒業後、2017年に専修大学に入学、専修大学ソアラーズに入部する。
2年次のインカレで準優勝し優秀選手賞を受賞。3年次も準優勝に終わったものの、大会通算104得点を記録し、得点王のタイトルと優秀選手賞を獲得した。
3年次の2020年1月に特別指定選手として秋田ノーザンハピネッツと契約し、4試合に出場した。
2020年12月にサンロッカーズ渋谷と選手契約を締結した。
3x3バスケットボール選手として、2019年よりBEEFMAN.EXEに所属。2020年1月、BEEFMANとして出場した3x3 JAPAN TOUR OPEN 2019 FINAL で優勝した。U23日本代表として2019年6月から7月にかけて行われたFIBA3x3 U23ネーションズリーグ6大会に参加し、準優勝3回の好成績を収めた。
2023年6月に横浜ビー・コルセアーズに移籍。横浜BCでは43試合に出場した。2024年5月13日に契約満了となった。
2024年6月24日に福井ブローウィンズと契約を結んだ。

## 受賞歴
- 第70回全日本大学バスケットボール選手権大会（2018/2年次）優秀選手賞（準優勝）
- 第71回全日本大学バスケットボール選手権大会（2019/3年次）優秀選手賞、得点王（準優勝）[4]

## 代表歴

### 5人制
- 平成27年度バスケットボール男子U-18日本代表
  - 第23回日・韓・中ジュニア交流競技会バスケットボール競技（2015）
- 平成28年度バスケットボール男子U-18日本代表
  - 第24回FIBA ASIA U-18男子バスケットボール選手権大会（2016）
- 平成28年度バスケットボール男子U-19日本代表チーム（2016-17）
- 平成29年度バスケットボール男子U-19日本代表チーム（2016-17）
  - FIBA U19バスケットボールワールドカップ2017日本代表候補選手[4]

### 3人制
- FIBA3×3 U23ネーションズリーグ2019日本代表（2019）
- FIBA3×3ワールドカップ2019日本代表候補（2019）
- 2019年度3×3男子日本代表チーム代表候補（2019-2020）
- 2020年度3×3男子日本代表チーム代表候補（2020-2021）[4]